# 鶴岡ジャンクション
鶴岡ジャンクション（つるおかジャンクション）は、山形県鶴岡市大山の日本海東北自動車道と山形自動車道を接続するジャンクションである。

## 概要
鶴岡JCTは、日本海東北自動車道・あつみ温泉IC方面 - 酒田みなとIC方面が本線となり、山形自動車道・湯殿山IC方面が分岐線となる。鶴岡JCTの供用開始に合わせて、これまで「山形自動車道」として供用されてきた鶴岡JCT - 酒田みなとIC間が「日本海東北自動車道」に改称された。
また、当JCTは新直轄方式で建設されたことで建設費が抑制されたため、湯殿山IC方面⇔酒田みなとIC方面を結ぶランプのみが設置されたハーフジャンクションとなっており、あつみ温泉IC方面（新潟方面）⇔湯殿山IC方面（山形方面）の相互通行が出来ない構造となっている。このため、新潟方面⇔山形方面を相互に行き来する場合は鶴岡西IC - 鶴岡IC間でいったん高速道路から流出し国道7号を経由する必要がある。当JCTの供用開始後、鶴岡JCTや周辺の鶴岡IC・鶴岡西ICで誤進入する車が相次いでおり、国土交通省やNEXCO東日本が仮設の注意喚起標識を設置する事態になっている。

## 歴史
- 1997年（平成9年）10月30日 : 現在鶴岡JCTが所在する庄内あさひIC - 酒田IC間が「山形自動車道」として開通。この時点では鶴岡JCTは未設置。
- 2012年（平成24年）3月24日 : あつみ温泉IC - 鶴岡JCT間開通に伴い供用開始[1]。同時に鶴岡JCT - 酒田みなとIC間の路線名を「山形自動車道」から「日本海東北自動車道」へ改称[1]。

## 接続する道路
- E7 日本海東北自動車道（17番）
- E48 山形自動車道

## 隣
E7 日本海東北自動車道
(16) 鶴岡西IC - 鶴岡JCT料金所 - (17) 鶴岡JCT - (18) 庄内空港IC
E48 山形自動車道
(12) 鶴岡IC/TB - (17) 鶴岡JCT